# Questione Ladina

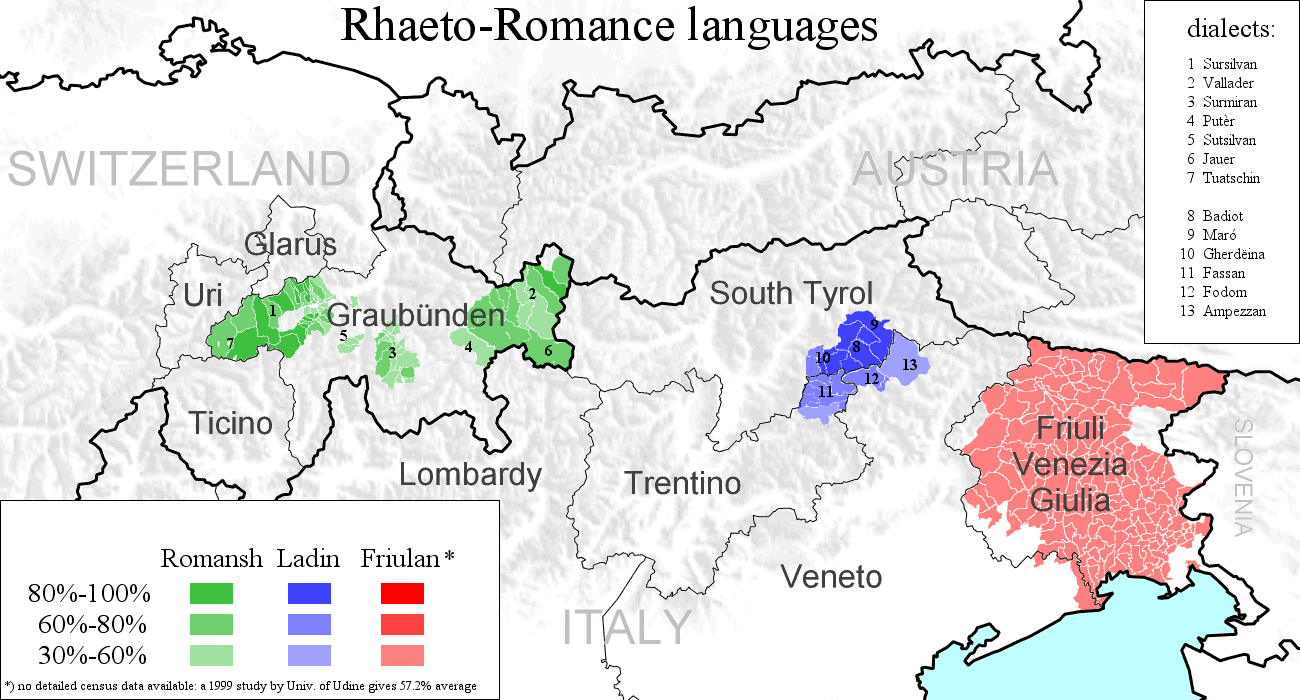
Verbreitungsgebiete der Rätoromanischen Sprachen, wo deren Anteil mindestens 30 % beträgt

Questione Ladina (ital. ladinische Frage) nennt man die Frage, ob zwischen dem in Graubünden gesprochenen Bündnerromanischen, dem in den Dolomiten-Tälern gesprochenen Ladinisch und dem im italienischen Friaul gesprochenen Furlan eine enge Sprachverwandtschaft besteht, und ob es deshalb gerechtfertigt ist, diese drei Sprachen unter einem Oberbegriff, Rätoromanisch oder Alpenromanisch, zusammenzufassen.
Seit Anfang des 20. Jahrhunderts und bis heute ist diese Frage unter zwei Gruppen von Sprachwissenschaftlern umstritten. Brisanz außerhalb des kleinen Kreises von Gelehrten bekam das Problem durch die Schlüsse, die die Politik daraus zog.

## Ansicht der Ascolianer
Die erste Gruppe der Schweiz fußt auf einer 1873 publizierten Arbeit des Sprachforschers Graziadio Ascoli (1829–1907). Die darin vertretene Ansicht wurde später von Theodor Gartner (1843–1925) ausgebaut.
Beide Forscher postulierten, es gebe so viele Gemeinsamkeiten zwischen dem (Bündner-)Romanischen, dem Ladinischen – wobei sie außer dem Dolomitenladinischen auch den Dialekt des Nonstals (Nones) und des Sulzbergtals (Solander) als Ladinisch einordneten – und dem Furlanischen, dass man eine Art rätoromanischer „Ursprache“ im Gebiet zwischen Oberalppass in der Schweiz und dem Friaul in Italien annehmen müsse.
Diese Einheit habe sich durch geographische Gegebenheiten stark in Dialekte zergliedert; durch die Ausbreitung des Deutschen nach Süden und des Italienischen nach Norden sei die ursprüngliche Einheit zerrissen worden.

## Ansicht der Battistianer
Die zweite Gruppe – ausgehend von Carlo Battisti und Carlo Salvioni (1858–1920) – dagegen versteht unter dem Rätoromanischen lediglich das in Graubünden gesprochene Romanisch mit seinen fünf Idiomen. Eine weitergehende Einheit mit dem Dolomitenladinischen und dem Friulanischen sei ein bloßes sprachwissenschaftliches Konstrukt ohne Realitätsbezug.
Die dem Romanischen mit dem Ladinischen und dem Friaulischen gemeinsamen Züge finden sich in verschieden starkem Umfang in vielen galloitalischen Dialekten am Alpensüdhang von der Lombardei bis nach Venetien, die gemeinhin zum Italienischen gerechnet werden; ein Teil dieser Eigenheiten ist auch in der Poebene verbreitet. Damit werden die angeblichen Gemeinsamkeiten des „Rätoromanischen“ als typische Merkmale sprachlicher Rückzugsgebiete eines früher andersgearteten norditalienischen Dialektes erkannt.

## Politische Auswirkungen
Der Streit zwischen Ascolianern und Battistianern wurde zunächst rein wissenschaftlich geführt. Seit dem Anfang des 20. Jahrhunderts allerdings wurden die Positionen Battistis auch von Vertretern des italienischen Irredentismus übernommen. Diese sahen in Battistis Ansichten eine Stütze für ihre Theorie, wonach Bündnerromanen, Dolomitenladiner und Friulaner eigentlich italienisch sprächen und demzufolge Italiener seien, die in einem italienischen Staat vereinigt werden müssten. Damit hätte auch der Schweizer Kanton Tessin und der größte Teil Graubündens (nach der Logik der Nationalisten) an Italien angeschlossen werden müssen.
Das Grundproblem besteht aus heutiger Sicht darin, dass die Politik nicht Erkenntnisse der historischen Sprachwissenschaft für die Bewertung aktueller Probleme heranziehen darf: Gleichgültig, ob Romanisch, Ladinisch und Furlanisch historisch gesehen eigentlich „oberitalienische“ Dialekte darstellen oder nicht, besteht heutzutage bei den meisten Sprechern dieser Dialekte kein solches Bewusstsein.
Davon abgesehen unterscheiden sich aus sprachwissenschaftlicher Sicht ebenjene norditalienischen Dialekte nördlich der La-Spezia-Rimini-Linie (also in der gesamten Po-Ebene), die südlich an die ladinischen Sprachgebiete angrenzen, ebenfalls so stark vom toskanisch geprägten Standarditalienischen, dass man sie nicht unbedingt dem Italienischen zuordnen müsste und auch als eigenständige Varietäten des Westromanischen betrachten könnte. Dies spielte in der politischen Diskussion des 19. und frühen 20. Jahrhunderts keine Rolle; im Kontext der von der Lega Nord initiierten Debatten um die Eigenständigkeit der Lombardei und der sogenannten padanischen Sprache und Kultur wurde dieser Aspekt dagegen sehr lautstark betont.

## Neuere Diskussion
Seit der Einführung der Sprachgruppenzugehörigkeitserklärung im Trentino anlässlich der Volkszählung 2001 haben sich zahlreiche Nonsberger und Sulzberger als Ladiner erklärt. Die Idiome Nones und Solander werden traditionell nicht als Ladinisch eingestuft, sondern lediglich als semi-ladinisch oder ladino-anaunisch bezeichnet, und genießen im Rahmen der Autonomie des Trentinos bisher keine rechtliche Anerkennung, anders als die ladinischen Dialekte des Fassatals.
In jüngster Zeit hat sich daher eine heftige Debatte um die offizielle Anerkennung der anaunisch-ladinischen Dialekte entwickelt.
Bei der Volkszählung 2011 haben sich 23,19 % der Nonsberger als Ladiner erklärt, im Jahr 2001 waren es noch 17,54 % gewesen. Damit leben im Nons- und Sulzberg mehr Ladiner als im Fassatal.
Laut einer aktuellen Studie lässt sich weder die Klassifikation einiger nordwest-trentinischer Mundarten (Noce-Tal: Sulzberg und Nonsberg) als „halbladinisch“ noch die Zuordnung eines Teils dieser Dialekte (oberer Sulzberg) zum Alpinlombardischen rechtfertigen. Die genannten Varietäten erscheinen hingegen klar an das zentraltrentinische, heute zunehmend vom Venedischen beeinflusste System angebunden. Zudem ergab die Studie, dass die drei rätoromanischen Teilgruppen (Bündnerromanisch, Dolomitenladinisch, Friaulisch) als eine vom Oberitalienischen gänzlich differenzierte Sprachfamilie auftritt, und somit nicht dem italienischen Sprachtyp zuzuordnen ist, sondern deren Eigenständigkeit gerechtfertigt ist.